# 1826 aux échecs
| Années des échecs : 1823 - 1824 - 1825 - 1826 - 1827 - 1828 - 1829    |
| Décennies des échecs : 1790 - 1800 - 1810 - 1820 - 1830 - 1840 - 1850 |

Cet article présente les faits marquants de l'année 1826 aux échecs.

## Événements majeurs
- Match par correspondance entre Manchester Chess Club et Liverpool Chess Club, sponsorisé par le ‘’Manchester Guardian’’. Il s’agit du premier match par correspondance sponsorisé par un journal[1].

## Matchs amicaux
Le capitaine William Davies Evans bat Alexander McDonnell, ce dernier jouant avec le handicap d’un cavalier.

## Naissances
- 4 avril : Samuel Boden, fort joueur professionnel, que Paul Morphy considère comme le plus fort joueur anglais[1].